# Leccinum salicola
Leccinum salicola är en svampart som beskrevs av Watling 1971. Leccinum salicola ingår i släktet Leccinum och familjen Boletaceae.   Inga underarter finns listade i Catalogue of Life.